# Pascaline Dupas
Pascaline Dupas (* 11. August 1976 in Nantes) ist eine französische Wirtschaftswissenschaftlerin und Professorin. Ihre Forschungsschwerpunkte sind Entwicklungsökonomie und angewandte Mikroökonomie, mit einem Schwerpunkt auf Gesundheitssystemen, Bildungspolitik und individuellem Sparverhalten.
Sie ist Professorin für Economics and public affairs an der Princeton University und Ko-Vorsitzende des Gesundheitssektors des Poverty Action Lab.  Im Jahr 2015 erhielt sie den Prix du meilleur jeune économiste de France.

## Leben
1999 erwarb Pascaline Dupas einen Bachelor-Abschluss in Wirtschaftswissenschaften und Ökonometrie an der École normale supérieure (Paris), gefolgt von einem Master-Abschluss in Wirtschaftsanalyse und -politik im Jahr 2000 und einem Doktortitel in Wirtschaftswissenschaften im Jahr 2006 an der Paris School of Economics. Während ihres Studiums hatte sie verschiedene Gastaufenthalte am Massachusetts Institute of Technology, der Harvard University und der New York University. Nach ihrem Studium war Dupas Assistenzprofessorin am Dartmouth College (2006–2008), an der University of California, Los Angeles (2008–2011) und an der Stanford University (2011–2014) inne. Im Jahr 2014 wurde sie zur außerordentlichen Professorin mit Festanstellung befördert, 2019 wurde sie ordentliche Professorin in Stanford, und 2023 wurde sie Professorin für Wirtschaft und öffentliche Angelegenheiten an der Princeton University. Neben ihrer Tätigkeit als Forscherin und Dozentin arbeitete sie auch als (stellvertretende) Redakteurin für eine Reihe von Fachzeitschriften im Bereich der Wirtschaftswissenschaften, darunter The Review of Economic Studies, Quarterly Journal of Economics, Econometrica und Journal of Development Economics.

## Forschung
Die Forschungsarbeiten von Pascaline Dupas befassen sich mit den Herausforderungen, denen sich Privathaushalte und Regierungen in Entwicklungsländern in Bezug auf ein breites Spektrum von Themen in den Bereichen Bildung, Finanzen und vor allem Gesundheit gegenübersehen. Methodisch stützt sich Dupas' Forschung im Allgemeinen auf den Einsatz von Feldexperimenten wie Randomisierte kontrollierte Studien (RCTs). Zu den Kernthemen ihrer Arbeit gehören die Prävention von Krankheiten wie Malaria und HIV und das Sparverhalten armer Menschen.
Die wichtigsten Ergebnisse ihrer Forschung sind unter anderem:
- Frauen in Entwicklungsländern sind im Vergleich zu Männern mit erheblichen Spar- und Investitionshindernissen konfrontiert und profitieren stark von der Einführung kostenloser Spardienstleistungen (mit Jonathan Robinson).
- Die kostenlose Bereitstellung von mit Insektiziden behandelten Mückenschutznetzen ist wirksamer als eine Kostenbeteiligung und würde in Anbetracht der großen positiven Effekte im Kampf gegen Malaria wahrscheinlich die Kosten pro gerettetem Leben senken (mit Jessica Cohen).
- Das Angebot einer einmaligen Subvention für ein mit Insektiziden behandelten Mückenschutznetz in Kenia erhöht die Zahlungsbereitschaft der Haushalte ein Jahr später.
- Spar- und Kreditsysteme für Gruppen sowie die Bereitstellung eines sicheren Ortes für die Aufbewahrung von Geld für die Armen erhöhen die Einsparungen im Gesundheitsbereich erheblich (mit Jonathan Robinson).
- Die Bereitschaft der Haushalte, für einen privaten Wasseranschluss zu zahlen, ist hoch, wenn dieser auf Kredit gekauft werden kann, weil er das Wohlbefinden durch mehr Freizeit und weniger Konflikte nachhaltig steigert (mit Esther Duflo, William Parienté, Vincent Pons und Florencia Devoto).
- Wenn Jugendliche darüber aufgeklärt werden, dass das Risiko einer HIV-Infektion mit dem Alter des Sexualpartners zunimmt, lassen sich Mutterschaft Minderjähriger und ungeschützter Geschlechtsverkehr wirksamer reduzieren als bei einer Kommunikation, die auf Abstinenz ausgerichtet ist.
- Bildungssubventionen können die Zahl der Schulabbrüche, Schwangerschaften und Heirat von jungen Mädchen wirksam reduzieren (mit Esther Duflo und Michael Kremer).

Laut Research Papers in Economics (IDEAS/RePEc) gehört Pascaline Dupas zu den besten 4 % der auf der Plattform registrierten Wirtschaftswissenschaftler (Juni 2017). Sie forscht auch in Zusammenarbeit mit dem Abdul Latif Jameel Poverty Action Lab (J-PAL) und dem Center for Effective Global Action.

## Preise und Auszeichnungen
- 2019: Guggenheim Fellow[3]
- 2018: Fellow der Econometric Society[4]
- 2016: Raymond-Barre-Stiftungsgastprofessorin an der Johann Wolfgang Goethe-Universität Frankfurt am Main[5]
- 2015: Prix du meilleur jeune économiste de France, Le Monde, Cercle des Économistes[6]
- 2013–2018: Karriere-Stipendium der National Science Foundation
- 2012–2014: Sloan Research Fellowship[7]